# Cäsar Wilhelm Stuhlmann
Cäsar Wilhelm Stuhlmann (* 22. März 1822 in Hamburg; † 11. April 1884 in Lübeck) war gelernter Landwirt, später Wasserarzt und Schriftsteller.

## Leben
Cäsar Wilhelm Stuhlmann war der Sohn des Pastors der Hamburger Hauptkirche Sankt Katharinen Mathias Heinrich Stuhlmann (1774–1822). Eine schwache Gesundheit führte ihn in die Wasserheilanstalt Gräfenberg von Vincenz Prießnitz (1799–1851), wo er die zeitgenössische Hydrotherapie kennenlernte. Nach positiven Erfahrungen betätigte er sich zukünftig selbst als Wasserarzt in seiner Vaterstadt Hamburg. 1855 übernahm er die Leitung der von J. H. Rausse (d. i. Heinrich Friedrich Francke, 1805–1848) gegründeten Wasserheilanstalt im mecklenburgischen Stuer, später die in Schwaan. Regelmäßiger Gast in Stuer war auch sein Schwager, der Hamburger Jurist Henry B. Sloman. 1879 ging Stuhlmann nach Lübeck und arbeitete bei verschiedenen Zeitungen. Seine Aufsätze über Landleben und Volkskultur Mecklenburgs erschienen u. a. in den Wochenblättern Globus und Omnibus. Er lieferte einige volkskundliche Beobachtungen zu Karl Bartsch Sagen, Märchen und Gebräuche aus Mecklenburg und betätigte sich gelegentlich auch als Laienarchäologe.
Stuhlmann heiratete 1849 die Kaufmannstochter Hanna Sloman (1823–1859), eine Tochter des Wohldorfer Kupfermühlenbetreibers John M. Sloman. Aus der Ehe gingen sechs Kinder hervor, von denen vier das Erwachsenenalter erreichten.
Der Hamburger Jurist Carl Alexander Stuhlmann war sein Bruder. Der Maler und Grafiker Heinrich Stuhlmann (1803–1886) sein Onkel.

## Werke
- Grundzüge der Hydrotherapie, 1850
- Zwei Lustspiele, Kiel 1859
  - "Ein großes Haus", Lustspiel in 4 Akten
  - "Herr Sonnenthaler und sein Diener", Lustspiel in 5 Akten
- Quart. Lustspiel. Kiel 1869
- Burg Plümeran. Eine mecklenburgische Ritter- und Dorfgeschichte (Anonym), Berlin 1862
- Erzählungen aus Norddeutschland, 2. Bd., Wismar/Rostock 1867/1871 (Digitalisat)
  - Band 1: "Herztrost", "Wer das Glück hat, führt die Braut heim"
  - Band 2: "Unterm Kastanienbaum", "Die rothe Grete"
- Die Bauern in Mecklenburg, 1868
- Sympathien und verwandte abergläubische Gewohnheiten in Mecklenburg, 1869
- Höhlenwohnungen in Mecklenburg, 1869
- Novellen und Erzählungen, Hamburg/Leipzig 1870
  - Band 1: Aus dem Patrimonialstaate. Novellen: "Wie gewonnen, so zerronnen", "Der Hauptmann von Sarow", "Doppelt blamirt"
- "Schildereien aus dem Volksleben Mecklenburgs" in: Omnibus. Illustrirtes Wochenblatt, 1870
- "Das Weib im plattdeutschen Sprichwort" in: Globus, 1876
- Aus den Erlebnissen eines Wasserarztes auf dem Gräfenberge im Jahre 1846, 1911

Hinzu kommen Beiträge zu Karl Bartschs Sagen, Märchen und Gebräuche aus Meklenburg (1879/80) sowie Texte für den Volksfreund, das Rostocker Tageblatt, die Mecklenburgischen Blätter und zahlreichen ausländischen Zeitungen.